# Districte de Žiar nad Hronom
El districte de Žiar nad Hronom - (eslovac) Okres Žiar nad Hronom - és un dels 79 districtes d'Eslovàquia. Es troba a la regió de Banská Bystrica. Té una superfície de 517,67 km², i el 2013 tenia 47.874 habitants. La capital és Žiar nad Hronom.

## Demografia
| Godina             | 1994   | 2004   | 2014   | 2024   |
| ------------------ | ------ | ------ | ------ | ------ |
| Nombre de persones | 48.435 | 47.803 | 47.736 | 43.345 |
| Diferència         |        | −1,30% | −0,14% | −9,19% |

| Godina             | 2023   | 2024   |
| ------------------ | ------ | ------ |
| Nombre de persones | 43.738 | 43.345 |
| Diferència         |        | −0,89% |

## Llista de municipis

### Ciutats
- Žiar nad Hronom
- Kremnica

### Pobles
Bartošova Lehôtka · Bzenica · Dolná Trnávka · Dolná Ves · Dolná Ždaňa · Hliník nad Hronom · Horná Ves · Horná Ždaňa · Hronská Dúbrava · Ihráč · Janova Lehota · Jastrabá · Kopernica · Kosorín · Krahule · Kremnické Bane · Kunešov · Ladomerská Vieska · Lehôtka pod Brehmi · Lovča · Lovčica-Trubín · Lúčky · Lutila · Nevoľné · Pitelová · Prestavlky · Prochot · Repište · Sklené Teplice · Slaská · Stará Kremnička · Trnavá Hora · Vyhne
1. 1 2  «Počet obyvateľov podľa pohlavia - obce (ročne) [om7102rr_obce=AREAS_SK]».   Statistical Office of the Slovak Republic, 31-03-2025. [Consulta: 31 març 2025].